# Дубов, Никита
Никита Дубов (англ. Nikita Dubov; 15 августа 2000, Гастингс) — английский футболист, нападающий кипрского клуба «Акритас Хлоракас».

## Биография
Сын российского бизнесмена и спортивного менеджера Романа Дубова (р. 1974), с конца 90-х проживавшего в Великобритании. Дубов-старший был совладельцем английского «Портсмута» и членом совета директоров «Рединга». С 2018 года является президентом кипрского клуба «Пафос».
Информации о раннем этапе карьеры Никиты Дубова нет. С приходом его отца в «Пафос», был заявлен за команду. Несколько раз появлялся на скамейке запасных в матчах высшей лиги, однако за основной состав так и не сыграл. Сезоны 2020/21 и 2021/22 провёл в аренде в клубах «Пейя 2014» (3Д) и «Акритас Хлоракас» (2Д). После выхода «Акритас Хлоракас» в высшую лигу, подписал с клубом полноценный контракт. Дебютировал в высшей лиге 23 декабря 2022 года в выездной игре против «Пафоса» (5:2), заменив на 90+2-й минуте матча Ставроса Гавриила.